# アイム・ジャスト・ケン
「アイム・ジャスト・ケン」（"I'm Just Ken"）は、カナダの俳優のライアン・ゴズリングが2023年の映画『バービー』のサウンドトラック『バービー・ザ・アルバム』のために歌った楽曲である。作詞・作曲・プロデュースはマーク・ロンソンとアンドリュー・ワイアットが務めた。この曲はSpotifyで7000万回以上、YouTubeで300万回以上再生されている。第29回クリティクス・チョイス・アワードで歌曲賞を受賞したほか、第66回グラミー賞の視覚メディア楽曲賞と第96回アカデミー賞の歌曲賞にノミネートされた。

## 背景
「アイム・ジャスト・ケン」はセンチメンタルな「80年代のパワー・バラード」と評されている。映画公開に先立つマーケティングや宣伝資料で使われていた「She's everything. He's just Ken」（彼女は全て。彼はただのケン）というフレーズはこの曲への暗示である。

## 制作
「アイム・ジャスト・ケン」は『バービー・ザ・アルバム』のために書かれた最初の曲の1つである。プロデューサーのマーク・ロンソンは『バービー』の脚本を読んでケンのキャラクターに共感し、このバラードを書くインスピレーションを得た。
| 「 | 私は即座にこの「僕はただのケン / 他のどこかでは10（テン）だ」（"I'm just Ken / Anywhere else I'd be a 10."）という歌詞を思いついた。ただ面白いと思った。この哀れな男が、すこしエモいと感じた。彼は凄くホットなのに、構って貰えないのだ。 | 」 |

ロンソンは「アイム・ジャスト・ケン」のデモを収録し、監督のグレタ・ガーウィグのもとへ送ったものの、彼は当初この曲が映画に使われるとは思っていなかった。しかしガーウィグはこの曲を気に入り、ケン役のライアン・ゴズリングに聴かせた。ゴズリングはそれが自身に「深い」影響を与えたと述べ、映画でそれを披露できるかどうかを尋ねた。ガーウィグはこの新要素に合せるために映画の重要な場面を書き直さなければならなかった。
ロンソンの同僚でサウンドトラックのプロデューサー仲間でもあるアンドリュー・ワイアットはロンソンがゴズリングとボーカルを録音するためにロンドンに飛ぶ前に曲の残りを書いた。『Vulture』のインタビューでロンソンは「ライアンとのスタジオで彼のパフォーマンス全体が引き上がった。少し投げやりに感じられた台詞が彼によって突如、より大きな意味を持つようになった」と述べた。ゴズリングがトラックを録音したのは3時間だけであった。
ゴズリングがボーカルを録音した後、ロンソンはガンズ・アンド・ローゼズのギタリストのスラッシュにトラックを送り、彼はこの曲を「クール」であると感じ、ギター演奏に同意した。ギタリストのウルフギャング・ヴァン・ヘイレンとフー・ファイターズのドラマーのジョシュ・フリースもこのトラックで演奏している。

## 発表
『バービー』の公開に先立ってワーナー・ブラザースは2023年7月10日にゴズリングが「アイム・ジャスト・ケン」を披露するクリップを公開した。2023年8月21日にはリハーサル映像と映画の実際のミュージカル場面のクリップを組み合わせた「舞台裏」ミュージック・ビデオが公開された。

## パーソネル
クレジットは全て『バービー・ザ・アルバム』のCDライナーノーツより引用。
- マーク・ロンソン - ソングライター、プロデューサー、ベースギター、シンセ
- アンドリュー・ワイアット（英語版） - ソングライター、プロデューサー、シンセ、バックボーカル、クワイヤアレンジメント
- ピカール・ブラザーズ（英語版） - アディショナルプロダクション
- スラッシュ - リードギター、リズムギター
- ウルフギャング・ヴァン・ヘイレン - リズギター
- ジョシュ・フリース（英語版） - ドラマー
- マイク・リチウティ - ピアノ
- ロジャー・マニング - シンセ
- ブランドン・ボスト - プログラミング、エンジニアリング
- ジェフ・フォスター（英語版） - 男声クワイヤレコーディングエンジニア
- ピーター・コビン（英語版） - スコアリングエンジニア、女声クワイヤレコーディングエンジニア
- クリスティ・ウィアレイ - スコアリングエンジニア、女声クワイヤレコーディングエンジニア
- ダニエル・ハイデン - Pro Toolsレコーディスト
- アレックス・ヴェンゲル - オーケストラレコーディング、ピアノレコーディングエンジニア
- マット・ダンクリー - オーケストラアレンジメント
- ベン・パリー（英語版） - クワイアマスター
- リッキー・ダミアン - エンジニアリング
- ジェイク・ファーガソン - アシスタントエンジニアリング
- マイク・クリンク - スラッシュのレコーディング
- トム・エルムハースト（英語版） - ミキシング
- アダム・ホン - ミックスのエンジニアリング
- アビー・ロード・スタジオ・オーケストラ - オーケストラ

## 受賞とノミネート
| 賞                                         | 受賞式年 | 部門                                              | 結果       | 参照   |
| ------------------------------------------ | -------- | ------------------------------------------------- | ---------- | ------ |
| ハリウッド・ミュージック・イン・メディア賞 | 2023     | 長編映画主題歌賞                                  | ノミネート | [ 13 ] |
| ハリウッド・ミュージック・イン・メディア賞 | 2023     | 長編映画オンスクリーンパフォーマンス賞            | ノミネート | [ 13 ] |
| ラスベガス映画批評家協会                   | 2023     | 主題歌賞                                          | 受賞       | [ 14 ] |
| フェニックス批評家協会                     | 2023     | 主題歌賞                                          | 受賞       | [ 15 ] |
| セントラルフロリダ映画批評家協会           | 2024     | 主題歌賞                                          | 受賞       | [ 16 ] |
| ノースカロライナ映画批評家協会             | 2024     | 主題歌賞                                          | 受賞       | [ 17 ] |
| ジョージア映画批評家協会                   | 2024     | 主題歌賞                                          | ノミネート | [ 18 ] |
| デンバー映画批評家協会                     | 2024     | 主題歌賞                                          | ノミネート | [ 19 ] |
| ハワイ映画批評家協会                       | 2024     | 歌曲賞                                            | ノミネート | [ 20 ] |
| アストラ映画賞                             | 2024     | 歌曲賞                                            | 受賞       | [ 21 ] |
| ゴールデングローブ賞                       | 2024     | 主題歌賞                                          | ノミネート | [ 22 ] |
| クリティクス・チョイス・アワード           | 2024     | 歌曲賞                                            | 受賞       | [ 23 ] |
| グラミー賞                                 | 2024     | 視覚メディア楽曲賞                                | ノミネート | [ 24 ] |
| アイオワ映画批評家協会                     | 2024     | 歌曲賞                                            | 受賞       | [ 25 ] |
| オンライン映画批評家協会                   | 2024     | 技術貢献賞 (主題歌)                               | 特別賞     | [ 26 ] |
| ヒューストン映画批評家協会                 | 2024     | 主題歌賞                                          | 受賞       | [ 27 ] |
| 作曲家・作詞家協会賞                       | 2024     | 主題歌賞 (コメディ・ミュージカル視覚メディア作品) | ノミネート | [ 28 ] |
| サテライト賞                               | 2024     | 主題歌賞                                          | 未決定     | [ 29 ] |
| オンライン映画&テレビ協会                  | 2024     | 主題歌賞                                          | 未決定     | [ 30 ] |
| オンライン映画&テレビ協会                  | 2024     | 映画的な瞬間賞                                    | 未決定     | [ 30 ] |
| アカデミー賞                               | 2024     | 歌曲賞                                            | 未決定     | [ 31 ] |

## チャート

### 週間チャート
| チャート (2023)                                   | 最高 順位 |
| ------------------------------------------------- | --------- |
| オーストラリア (ARIA)                             | 66        |
| オーストリア (Ö3 Austria Top 40)                  | 25        |
| カナダ (Canadian Hot 100)                         | 48        |
| チェコ (Singles Digitál Top 100)                  | 13        |
| ドイツ (GfK Entertainment charts)                 | 67        |
| Global 200 (Billboard)                            | 70        |
| アイルランド (IRMA)                               | 10        |
| オランダ (Single Top 100)                         | 98        |
| ニュージーランド (Recorded Music NZ)              | 25        |
| スロバキア (Singles Digitál Top 100)              | 55        |
| Sweden Heatseeker (Sverigetopplistan)             | 2         |
| スイス (Schweizer Hitparade)                      | 60        |
| UK シングルス (OCC)                               | 13        |
| アメリカ Billboard Hot 100                        | 87        |
| アメリカ Hot Rock & Alternative Songs (Billboard) | 5         |

### 年間チャート
| チャート (2023年)                                 | 順位 |
| ------------------------------------------------- | ---- |
| アメリカ Hot Rock & Alternative Songs (Billboard) | 69   |

## パロディ
2023年10月14日放送の『サタデー・ナイト・ライブ』のエピソードでコメディアンのピート・デイヴィッドソンがこの曲を「I'm Just Pete」としてパロディ化し、自身の私生活を嘲笑した。

## 『Ken the EP』
2023年12月20日、ゴズリングとロンソンは「アイム・ジャスト・ケン」の原曲に加えて3つの追加バージョンを収録したEP盤を発表した。「Merry Kristmas Barbie」の副題をもち、スタジオのゴズリング、ロンソン、ワイアットが登場するクリスマス・バージョンのパフォーマンス・ビデオも公開された。
| #         | タイトル                                     | 作詞  | 作曲・編曲 | 時間 |
| --------- | -------------------------------------------- | ----- | ---------- | ---- |
| 1.        | 「I'm Just Ken」(Merry Kristmas Barbie)      |       |            | 3:16 |
| 2.        | 「I'm Just Ken」(In My Feelings Acoustic)    |       |            | 3:59 |
| 3.        | 「I'm Just Ken」(Purple Disco Machine remix) |       |            | 2:55 |
| 4.        | 「I'm Just Ken」                             |       |            | 3:42 |
| 合計時間: | 合計時間:                                    | 13:54 |            |      |